# NBA Live 2001
NBA Live 2001 es la entrega correspondiente al año 2001 de la serie de videojuegos NBA Live. La portada destaca la presencia de Kevin Garnett como miembro de los Minnesota Timberwolves. El juego fue desarrollado por EA Canadá y publicado por Electronic Arts bajo el sello EA Sports. Su lanzamiento tuvo lugar el 16 de octubre de 2000 para PlayStation, el 22 de enero de 2001 para PlayStation 2 y el 7 de febrero de 2001 para Windows. NBA Live 2001 fue sucedido por NBA Live 2002. Cabe destacar que la versión para PC del juego, por segundo año consecutivo, incorporó la función "Face in the Game" de EA, la cual se estrenó en NBA Live 2000. Esta característica permitía a los jugadores utilizar fotografías faciales personalizadas en los jugadores que creaban dentro del juego.

## Recepción
| Críticas Publicación Calificación PS PS2 PC Electronic Gaming Monthly 7.5/10 [ 3 ] 6.67/10 [ 4 ] N/A Game Informer 8/10 8.25/10 [ 5 ] N/A GamePro [ 6 ] [ 7 ] N/A Game Revolution N/A B [ 8 ] N/A GameSpot 8.9/10 [ 9 ] 8.5/10 [ 10 ] 8/10 [ 11 ] GameSpy 87% [ 12 ] 60% [ 13 ] 85% [ 14 ] GameZone 8/10 [ 15 ] N/A 9.5/10 [ 16 ] IGN 9/10 [ 17 ] 7.4/10 [ 18 ] 8.3/10 [ 19 ] Official PlayStation Magazine (EEUU) [ 20 ] [ 21 ] N/A PC Gamer EEUU N/A N/A 65% [ 22 ] The Cincinnati Enquirer N/A [ 23 ] N/A Maxim N/A 8/10 [ 24 ] N/A Puntuaciones de reseñas Metacritic 86/100 [ 25 ] 74/100 [ 26 ] 78/100 [ 27 ] |              |              |              |
| Críticas |              |              |              |
| Publicación | Calificación | Calificación | Calificación |
| Publicación | PS           | PS2          | PC           |
| Electronic Gaming Monthly | 7.5/10       | 6.67/10      | N/A          |
| Game Informer | 8/10         | 8.25/10      | N/A          |
| GamePro | [ 6 ]        | [ 7 ]        | N/A          |
| Game Revolution | N/A          | B            | N/A          |
| GameSpot | 8.9/10       | 8.5/10       | 8/10         |
| GameSpy | 87%          | 60%          | 85%          |
| GameZone | 8/10         | N/A          | 9.5/10       |
| IGN | 9/10         | 7.4/10       | 8.3/10       |
| Official PlayStation Magazine (EEUU) | [ 20 ]       | [ 21 ]       | N/A          |
| PC Gamer EEUU | N/A          | N/A          | 65%          |
| The Cincinnati Enquirer | N/A          | [ 23 ]       | N/A          |
| Maxim | N/A          | 8/10         | N/A          |
| Puntuaciones de reseñas |              |              |              |
| Metacritic | 86/100       | 74/100       | 78/100       |

Las versiones de PlayStation y PC fueron recibidas con "críticas generalmente favorables", mientras que la versión de PlayStation 2 obtuvo críticas "promedio", según el agregador de reseñas de videojuegos Metacritic. Emmett Schkloven de Next Generation comentó acerca de la versión de PS: "Si eres fanático de la franquicia, experimentarás una mejora leve. Sin embargo, si no eres apasionado por los videojuegos de baloncesto, este juego no cambiará tu opinión". Rob Smolka, de la misma revista, posteriormente opinó sobre la versión de PS2: "Es visualmente atractiva y ofrece una jugabilidad sólida, pero no representa el salto significativo que podría haber sido (y posiblemente debería haber sido)".